# Phaenocarpa basarukini
Phaenocarpa basarukini är en stekelart som beskrevs av Sergey A. Belokobylskij 1998. Phaenocarpa basarukini ingår i släktet Phaenocarpa och familjen bracksteklar. Inga underarter finns listade i Catalogue of Life.